# Nom (roman)
Pour les articles homonymes, voir Nom (homonymie).
Nom est un roman de Constance Debré paru en 2022.

## Résumé
L'autrice poursuit son œuvre d'autofiction. Dans ce roman, elle évoque ses parents toxicomanes et sa rupture avec sa famille.

## Accueil
Nelly Kaprièlian pour Le Masque et la Plume évoque un roman « absolument magnifique ». Camille Laurens pour Le Monde, quant à elle, estime que le propos du livre sur le dépouillement est « asséné comme une leçon de vie sans précédent » alors qu'il n'est pas si neuf.